# Grand Prix Formule 1 van Oostenrijk 2024
De Grand Prix Formule 1 van Oostenrijk 2024 werd verreden op 30 juni op de Red Bull Ring bij Spielberg. Het was de elfde race van het seizoen.
De Grand Prix van Oostenrijk was de derde van zes GP-weekeinden dit jaar waarin een "Sprint" gehouden werd. Een "sprint" is bijna hetzelfde als een normale race, met als groot verschil dat de wedstrijd minder lang duurt. De afstand van de sprintrace bedraagt circa 100 kilometer, de wedstrijd is daardoor van korte duur (ongeveer 30 minuten).
Het Grand Prix-weekend begint op vrijdag met de eerste vrije training van zestig minuten, daarna volgt de sprintkwalificatie die de startopstelling van de "sprint" bepaalt. 
Op zaterdagmorgen wordt de "sprint" gereden. Daarna volgt de kwalificatie die de de startopstelling bepaalt van de hoofdrace op zondag (inclusief mogelijke gridstraffen) en tevens bepaalt welke coureur de term "poleposition" toegekend krijgt.
Op zondag wordt de hoofdrace gereden over een "normale" Grand Prix-afstand (circa 300 kilometer) en de teams hebben een vrije bandenkeuze.

## Vrije training
- Enkel de top vijf wordt weergegeven.

| Pos. | Nr. | Coureur          | Constructeur               | Tijd     |
| ---- | --- | ---------------- | -------------------------- | -------- |
| 1    | 1   | Max Verstappen   | Red Bull Racing-Honda RBPT | 1:05.685 |
| 2    | 81  | Oscar Piastri    | McLaren-Mercedes           | 1:05.961 |
| 3    | 16  | Charles Leclerc  | Ferrari                    | 1:06.055 |
| 4    | 55  | Carlos Sainz jr. | Ferrari                    | 1:06.128 |
| 5    | 44  | Lewis Hamilton   | Mercedes                   | 1:06.254 |

## Sprintkwalificatie
| Pos.                    | Nr. | Coureur          | Constructeur               | Kwalificatietijden | Kwalificatietijden | Kwalificatietijden | Grid   |
| Pos.                    | Nr. | Coureur          | Constructeur               | SQ1                | SQ2                | SQ3                | Grid   |
| ----------------------- | --- | ---------------- | -------------------------- | ------------------ | ------------------ | ------------------ | ------ |
| 1                       | 1   | Max Verstappen   | Red Bull Racing-Honda RBPT | 1:05.690           | 1:05.186           | 1:04.686           | 1      |
| 2                       | 4   | Lando Norris     | McLaren-Mercedes           | 1:05.786           | 1:05.561           | 1:04.779           | 2      |
| 3                       | 81  | Oscar Piastri    | McLaren-Mercedes           | 1:06.081           | 1:05.379           | 1:04.987           | 3      |
| 4                       | 63  | George Russell   | Mercedes                   | 1:05.764           | 1:05.325           | 1:05.054           | 4      |
| 5                       | 55  | Carlos Sainz jr. | Ferrari                    | 1:05.781           | 1:05.435           | 1:05.126           | 5      |
| 6                       | 44  | Lewis Hamilton   | Mercedes                   | 1:06.504           | 1:05.539           | 1:05.270           | 6      |
| 7                       | 11  | Sergio Pérez     | Red Bull Racing-Honda RBPT | 1:06.256           | 1:05.612           | 1:06.008           | 7      |
| 8                       | 31  | Esteban Ocon     | Alpine-Renault             | 1:06.343           | 1:05.686           | 1:06.101           | 8      |
| 9                       | 10  | Pierre Gasly     | Alpine-Renault             | 1:06.465           | 1:05.757           | 1:06.624           | 9      |
| 10                      | 16  | Charles Leclerc  | Ferrari                    | 1:06.149           | 1:05.526           | Geen tijd          | 10     |
| 11                      | 20  | Kevin Magnussen  | Haas-Ferrari               | 1:06.387           | 1:05.806           |                    | 11     |
| 12                      | 18  | Lance Stroll     | Aston Martin-Mercedes      | 1:06.037           | 1:05.847           |                    | 12     |
| 13                      | 14  | Fernando Alonso  | Aston Martin-Mercedes      | 1:06.487           | 1:05.878           |                    | 13     |
| 14                      | 22  | Yuki Tsunoda     | RB-Honda RBPT              | 1:06.557           | 1:05.960           |                    | 14     |
| 15                      | 2   | Logan Sargeant   | Williams-Mercedes          | 1:06.518           | Geen tijd          |                    | 15     |
| 16                      | 3   | Daniel Ricciardo | RB-Honda RBPT              | 1:06.581           |                    |                    | 16     |
| 17                      | 27  | Nico Hülkenberg  | Haas-Ferrari               | 1:06.583           |                    |                    | 17     |
| 18                      | 77  | Valtteri Bottas  | Kick Sauber-Ferrari        | 1:06.725           |                    |                    | 18     |
| 19                      | 23  | Alexander Albon  | Williams-Mercedes          | 1:06.754           |                    |                    | Pit *1 |
| 20                      | 24  | Zhou Guanyu      | Kick Sauber-Ferrari        | 1:07.197           |                    |                    | 19     |
| SQ1 107% tijd: 1:10.288 |     |                  |                            |                    |                    |                    |        |
| Bron: formula1.com      |     |                  |                            |                    |                    |                    |        |

*1 Alexander Albon moest vanuit de pit starten omdat er aan zijn wagen is gewerkt onder Parc fermé condities.

## Sprint
Max Verstappen won voor de tiende keer in zijn carrière een sprint.
De sprint zou oorspronkelijk 24 rondes lang zijn. Omdat, volgens de FIA, de fotografen in bocht één niet op een veilige plaats stonden werd een extra formatieronde noodzakelijk en was de sprint 23 rondes lang.
| Pos.               | Nr. | Coureur          | Constructeur               | Rondes | Tijd / Oorzaak Uitval | Grid | Punten |
| ------------------ | --- | ---------------- | -------------------------- | ------ | --------------------- | ---- | ------ |
| 1                  | 1   | Max Verstappen   | Red Bull Racing-Honda RBPT | 23     | 26:41.389             | 1    | 8      |
| 2                  | 81  | Oscar Piastri    | McLaren-Mercedes           | 23     | +4.616                | 3    | 7      |
| 3                  | 4   | Lando Norris     | McLaren-Mercedes           | 23     | +5.348                | 2    | 6 S    |
| 4                  | 63  | George Russell   | Mercedes                   | 23     | +8.354                | 4    | 5      |
| 5                  | 55  | Carlos Sainz jr. | Ferrari                    | 23     | +9.989                | 5    | 4      |
| 6                  | 44  | Lewis Hamilton   | Mercedes                   | 23     | +11.207               | 6    | 3      |
| 7                  | 16  | Charles Leclerc  | Ferrari                    | 23     | +13.424               | 10   | 2      |
| 8                  | 11  | Sergio Pérez     | Red Bull Racing-Honda RBPT | 23     | +17.409               | 7    | 1      |
| 9                  | 20  | Kevin Magnussen  | Haas-Ferrari               | 23     | +24.067               | 11   |        |
| 10                 | 18  | Lance Stroll     | Aston Martin-Mercedes      | 23     | +30.175               | 12   |        |
| 11                 | 31  | Esteban Ocon     | Alpine-Renault             | 23     | +30.839               | 8    |        |
| 12                 | 10  | Pierre Gasly     | Alpine-Renault             | 23     | +31.308               | 9    |        |
| 13                 | 22  | Yuki Tsunoda     | RB-Honda RBPT              | 23     | +35.452               | 14   |        |
| 14                 | 3   | Daniel Ricciardo | RB-Honda RBPT              | 23     | +39.397               | 16   |        |
| 15                 | 14  | Fernando Alonso  | Aston Martin-Mercedes      | 23     | +43.155               | 13   |        |
| 16                 | 2   | Logan Sargeant   | Williams-Mercedes          | 23     | +44.076               | 15   |        |
| 17                 | 23  | Alexander Albon  | Williams-Mercedes          | 23     | +44.673               | Pit  |        |
| 18                 | 77  | Valtteri Bottas  | Kick Sauber-Ferrari        | 23     | +46.511               | 18   |        |
| 19                 | 27  | Nico Hülkenberg  | Haas-Ferrari               | 23     | +48.423 *1            | 17   |        |
| 20                 | 24  | Zhou Guanyu      | Kick Sauber-Ferrari        | 23     | +53.143               | 19   |        |
| Bron: formula1.com |     |                  |                            |        |                       |      |        |

S Lando Norris reed in ronde 2 de snelste ronde in 1:08.935 maar in de sprint levert dit geen extra punt op.

*1 Nico Hülkenberg eindigde de sprint als veertiende maar kreeg een tijdstraf van tien seconden voor het buiten de baan dwingen van Fernando Alonso.

## Kwalificatie
Max Verstappen behaalde de veertigste pole position in zijn carrière.
| Pos.                   | Nr. | Coureur          | Constructeur               | Kwalificatietijden | Kwalificatietijden | Kwalificatietijden | Grid   |
| Pos.                   | Nr. | Coureur          | Constructeur               | Q1                 | Q2                 | Q3                 | Grid   |
| ---------------------- | --- | ---------------- | -------------------------- | ------------------ | ------------------ | ------------------ | ------ |
| 1                      | 1   | Max Verstappen   | Red Bull Racing-Honda RBPT | 1:05.336           | 1:04.469           | 1:04.314           | 1      |
| 2                      | 4   | Lando Norris     | McLaren-Mercedes           | 1:05.450           | 1:05.103           | 1:04.718           | 2      |
| 3                      | 63  | George Russell   | Mercedes                   | 1:05.585           | 1:05.016 *1        | 1:04.840           | 3      |
| 4                      | 55  | Carlos Sainz jr. | Ferrari                    | 1:05.263           | 1:05.016 *1        | 1:04.851           | 4      |
| 5                      | 44  | Lewis Hamilton   | Mercedes                   | 1:05.541           | 1:05.053           | 1:04.903           | 5      |
| 6                      | 16  | Charles Leclerc  | Ferrari                    | 1:05.509           | 1:05.104           | 1:05.044           | 6      |
| 7                      | 81  | Oscar Piastri    | McLaren-Mercedes           | 1:05.311           | 1:05.070           | 1:05.048           | 7      |
| 8                      | 11  | Sergio Pérez     | Red Bull Racing-Honda RBPT | 1:05.587           | 1:05.144           | 1:05.202           | 8      |
| 9                      | 27  | Nico Hülkenberg  | Haas-Ferrari               | 1:05.596           | 1:05.262           | 1:05.385           | 9      |
| 10                     | 31  | Esteban Ocon     | Alpine-Renault             | 1:05.574           | 1:05.274           | 1:05.883           | 10     |
| 11                     | 3   | Daniel Ricciardo | RB-Honda RBPT              | 1:05.569           | 1:05.289           |                    | 11     |
| 12                     | 20  | Kevin Magnussen  | Haas-Ferrari               | 1:05.508           | 1:05.347           |                    | 12     |
| 13                     | 10  | Pierre Gasly     | Alpine-Renault             | 1:05.598           | 1:05.359           |                    | 13     |
| 14                     | 22  | Yuki Tsunoda     | RB-Honda RBPT              | 1:05.563           | 1:05.412           |                    | 14     |
| 15                     | 14  | Fernando Alonso  | Aston Martin-Mercedes      | 1:05.656           | 1:05.639           |                    | 15     |
| 16                     | 23  | Alexander Albon  | Williams-Mercedes          | 1:05.736           |                    |                    | 16     |
| 17                     | 18  | Lance Stroll     | Aston Martin-Mercedes      | 1:05.819           |                    |                    | 17     |
| 18                     | 77  | Valtteri Bottas  | Kick Sauber-Ferrari        | 1:05.847           |                    |                    | 18     |
| 19                     | 2   | Logan Sargeant   | Williams-Mercedes          | 1:05.856           |                    |                    | 19     |
| 20                     | 24  | Zhou Guanyu      | Kick Sauber-Ferrari        | 1:06.061           |                    |                    | Pit *2 |
| Q1 107% tijd: 1:09.831 |     |                  |                            |                    |                    |                    |        |
| Bron: formula1.com     |     |                  |                            |                    |                    |                    |        |

*1 Carlos Sainz jr. en George Russell reden dezelfde tijd tijdens de tweede kwalificatiesessie. Sainz werd als tweede geklasseerd omdat hij de tijd als eerste op de klokken zette.

*2 Zhou Guanyu moest vanuit de pit starten omdat er aan zijn wagen is gewerkt onder Parc fermé condities.

## Wedstrijd
George Russell behaalde de tweede Grand Prix-overwinning in zijn carrière.
| Pos.               | Nr. | Coureur          | Constructeur               | Rondes | Tijd / Oorzaak Uitval       | Grid | Punten |
| ------------------ | --- | ---------------- | -------------------------- | ------ | --------------------------- | ---- | ------ |
| 1                  | 63  | George Russell   | Mercedes                   | 71     | 1:24:22.798                 | 3    | 25     |
| 2                  | 81  | Oscar Piastri    | McLaren-Mercedes           | 71     | +1.906                      | 7    | 18     |
| 3                  | 55  | Carlos Sainz jr. | Ferrari                    | 71     | +4.533                      | 4    | 15     |
| 4                  | 44  | Lewis Hamilton   | Mercedes                   | 71     | +23.142                     | 5    | 12     |
| 5                  | 1   | Max Verstappen   | Red Bull Racing-Honda RBPT | 71     | +37.253 *1                  | 1    | 10     |
| 6                  | 27  | Nico Hülkenberg  | Haas-Ferrari               | 71     | +54.088                     | 9    | 8      |
| 7                  | 11  | Sergio Pérez     | Red Bull Racing-Honda RBPT | 71     | +54.672                     | 8    | 6      |
| 8                  | 20  | Kevin Magnussen  | Haas-Ferrari               | 71     | +1:00.355                   | 12   | 4      |
| 9                  | 3   | Daniel Ricciardo | RB-Honda RBPT              | 71     | +1:01.169                   | 11   | 2      |
| 10                 | 10  | Pierre Gasly     | Alpine-Renault             | 71     | +1:01.766                   | 13   | 1      |
| 11                 | 16  | Charles Leclerc  | Ferrari                    | 71     | +1:07.056                   | 6    |        |
| 12                 | 31  | Esteban Ocon     | Alpine-Renault             | 71     | +1:08.325                   | 10   |        |
| 13                 | 18  | Lance Stroll     | Aston Martin-Mercedes      | 70     | +1 ronde                    | 17   |        |
| 14                 | 22  | Yuki Tsunoda     | RB-Honda RBPT              | 70     | +1 ronde                    | 14   |        |
| 15                 | 23  | Alexander Albon  | Williams-Mercedes          | 70     | +1 ronde *2                 | 16   |        |
| 16                 | 77  | Valtteri Bottas  | Kick Sauber-Ferrari        | 71     | +1 ronde                    | 18   |        |
| 17                 | 24  | Zhou Guanyu      | Kick Sauber-Ferrari        | 71     | +1 ronde                    | Pit  |        |
| 18                 | 14  | Fernando Alonso  | Aston Martin-Mercedes      | 70     | +1 ronde                    | 15   | S      |
| 19                 | 2   | Logan Sargeant   | Williams-Mercedes          | 69     | +2 rondes                   | 19   |        |
| 20†                | 4   | Lando Norris     | McLaren-Mercedes           | 64     | +7 rondes, botsingschade *3 | 2    |        |
| Bron: formula1.com |     |                  |                            |        |                             |      |        |

S Fernando Alonso reed voor de zesentwintigste keer in zijn carrière een snelste ronde maar behaalde hiermee geen extra punt omdat hij niet bij de eerste tien eindigde.

*1 Max Verstappen kreeg een straf van tien seconden voor het veroorzaken van een botsing met Lando Norris. De straf had geen gevolgen voor de positie in de einduitslag.

*2 Alexander Albon kreeg een straf van vijf seconden voor het overschrijden van de witte lijn van de ingang van de pitstraat.

*3 Lando Norris kreeg een straf van vijf seconden voor het meerdere malen buiten de baan rijden.

† Uitgevallen maar wel geklasseerd omdat er meer dan 90% van de race-afstand werd afgelegd.

## Tussenstanden wereldkampioenschap
Betreft tussenstanden voor het wereldkampioenschap na afloop van de race.

### Coureurs
| Pos. | Nr. | Coureur          | Constructeur               | Punten |
| ---- | --- | ---------------- | -------------------------- | ------ |
| 1    | 1   | Max Verstappen   | Red Bull Racing-Honda RBPT | 237    |
| 2    | 4   | Lando Norris     | McLaren-Mercedes           | 156    |
| 3    | 16  | Charles Leclerc  | Ferrari                    | 150    |
| 4    | 55  | Carlos Sainz jr. | Ferrari                    | 135    |
| 5    | 11  | Sergio Pérez     | Red Bull Racing-Honda RBPT | 118    |
| 6    | 81  | Oscar Piastri    | McLaren-Mercedes           | 112    |
| 7    | 63  | George Russell   | Mercedes                   | 111    |
| 8    | 44  | Lewis Hamilton   | Mercedes                   | 85     |
| 9    | 14  | Fernando Alonso  | Aston Martin-Mercedes      | 41     |
| 10   | 22  | Yuki Tsunoda     | RB-Honda RBPT              | 19     |
| 11   | 18  | Lance Stroll     | Aston Martin-Mercedes      | 17     |
| 12   | 27  | Nico Hülkenberg  | Haas-Ferrari               | 14     |
| 13   | 3   | Daniel Ricciardo | RB-Honda RBPT              | 11     |
| 14   | 38  | Oliver Bearman   | Ferrari                    | 6      |
| 15   | 10  | Pierre Gasly     | Alpine-Renault             | 6      |
| 16   | 20  | Kevin Magnussen  | Haas-Ferrari               | 5      |
| 17   | 31  | Esteban Ocon     | Alpine-Renault             | 3      |
| 18   | 23  | Alexander Albon  | Williams-Mercedes          | 2      |
| 19   | 24  | Zhou Guanyu      | Kick Sauber-Ferrari        | 0      |
| 20   | 77  | Valtteri Bottas  | Kick Sauber-Ferrari        | 0      |
| 21   | 2   | Logan Sargeant   | Williams-Mercedes          | 0      |

### Constructeurs
| Pos. | Constructeur               | Punten |
| ---- | -------------------------- | ------ |
| 1    | Red Bull Racing-Honda RBPT | 355    |
| 2    | Ferrari                    | 291    |
| 3    | McLaren-Mercedes           | 268    |
| 4    | Mercedes                   | 196    |
| 5    | Aston Martin-Mercedes      | 58     |
| 6    | RB-Honda RBPT              | 30     |
| 7    | Haas-Ferrari               | 19     |
| 8    | Alpine-Renault             | 9      |
| 9    | Williams-Mercedes          | 2      |
| 10   | Kick Sauber-Ferrari        | 0      |